# 圣言会
聖言會（拉丁語：Societas Verbi Divini，縮寫SVD）是一個國際性的天主教傳教修會，1875年由楊生·爱諾德神父創立。

## 在華傳教沿革
1879年4月20日，其第一批传教士安治泰（德国籍）和福若瑟（奥国籍）抵达香港。学习了一段时间中文以后，于1882年前往山东西南部阳谷县坡里庄，1885年起负责新成立的山东南境代牧区，这个教区的辖境包括半个山东省：曹州府、兖州府、沂州府和济宁直隸州。长期以来，方济各会的神父们无法在这一地区传教。坡里庄的100多名教友几乎就是新教区的全部成员。然而富于进取心的圣言会克服了种种阻力，终于在这一地区打开了局面。
1897年11月曹州教案中，两名德国籍圣言会传教士能方济和韩理加略被杀，德国政府借机强行占领山东胶州湾，引发中德冲突，最终导致了义和团事件。
曹州教案后，得以将主教座堂建造在兖州府城，并扩展到青岛附近的4个县。1900年，福若瑟神父被选任为省会长；他在济宁附近的戴家庄建立了圣言会的省会院。1949年，圣言会在山东创建的5个教区——兖州教区、青岛教区（1925）、阳谷教区（1933，中国籍主教）、曹州教区（1934）和沂州教区（1937年从青岛教区分出）已经拥有20万教友。此外，圣言会在中国其他省份还陆续建立了信阳代牧区（1923）、新鄉監牧區（1936）、西宁监牧区（1937），并从圣母圣心会手中接管了兰州代牧区（1923）、和新疆监牧区（1930）。
1933年，圣言会从本笃会手中接管了北京辅仁大学，至中國共產黨政權接管為止。輔仁大學於1963年在台復校，聖言會為3大辦學單位之一，對於輔大的重新建校助力甚多。在此之前，北京輔大附中已先於1961年由聖言會在嘉義市獨立復校。
國共內戰後，聖言會在中國大陸的會士大多移往台灣，並以台北、嘉義兩地為主要據點。1954年，陽穀主教牛會卿被任命为嘉義监牧；北平總主教田耕莘樞機也在1960年至1966年間擔任台北總教區署理主教。
1970年，甘百德神父到香港創辦聖言中學。
至2006年止，圣言会的会士有6,102人，分布在67个国家。